# Olav Hagen
Olav Ingvaldsen Hagen (* 28. November 1921 in Vingrom; † 21. August 2013 ebenda) war ein norwegischer Skilangläufer.
Hagen, der für den Vingrom IL startete, gewann bei den Olympischen Winterspielen 1948 in St. Moritz die Bronzemedaille mit der Staffel. Zudem wurde er dort Neunter über 18 km. Bei norwegischen Meisterschaften siegte er 1957 zusammen mit Håkon Brusveen und seinen Bruder Torgeir Hagen mit der Staffel. In den Jahren 1956 und 1958 errang er den zweiten Platz und 1955 und 1960 jeweils den dritten Platz mit der Staffel von Vingrom IL.